# Patat
Koordinaten: 49° 40′ 35,2″ N, 9° 0′ 18,7″ O
Das Patat in Michelstadt im Odenwald ist ein ehemaliger Kartoffelkeller (Name „patat“), der durch privates Engagement zu einer Kleinkunstbühne umgestaltet wurde.

## Geschichte
Der Kleinstkeller Patat wurde nach dem Umbau von den 20 Gründern am 3. Oktober 1996 eröffnet. Dort finden hauptsächlich Kabarettaufführungen, aber auch Jazzkonzerte und andere Musikveranstaltungen statt. Geführt wird die Bühne von einem 1000 Mitglieder zählenden Trägerverein. Der Verein und die Veranstaltungen kommen ohne Subventionen aus, die Arbeit finanziert sich aus Mitgliedsbeiträgen und Spenden. Die Küchencrew, die Thekenbedienung und sämtliche anderen Beschäftigten führen ihre Arbeit ehrenamtlich aus.

## Auftritte von Künstlern
Viele namhafte Künstler aus den Bereichen Kabarett, Comedy, Musik und Theater waren und sind Gast an dieser Bühne (z. B.: Matthias Deutschmann HG. Butzko Volker Pispers, Zärtlichkeiten mit Freunden Das Bundeskabarett Alice Hoffmann, Fatih Çevikkollu Hagen Rether, Urban Priol, Matthias Beltz, Emil Mangelsdorff, Charly Antolini, Engelbert Wrobel).